# Vallée Verte
La vallée Verte, ou vallée de Boëge, est une petite vallée alpine arrosée par le torrent de la Menoge, partagée entre le haut-Chablais et le Faucigny, à 15 km au sud de Thonon-les-Bains, en Haute-Savoie.

## Toponymie
Située dans les Préalpes, la vallée est parfois nommée Menoge, puisque creusée par le torrent du même nom,, ou encore vallée de Boëge,. Le Dictionnaire du duché de Savoie (1840) rappelle que cette vallée de Boëge s'appelait, autrefois, combe Noire, en raison de la présence de bois noir dans la vallée.
Après la Seconde Guerre mondiale, elle prend le nom de vallée Verte,. Le géographe Paul Guichonnet observe que ce « nom a connu un tel succès qu'il est devenu une appellation quasi officielle ! ».

## Géographie
La vallée Verte s'étend du mont Forchat à la commune de Saint-André-de-Boëge, ou même jusqu'au hameau du Pont de Fillinges. Son territoire est compris entre la montagne d'Hirmentaz et la pointe de Miribel à l'est, le mont Forchat au nord, Targaillant, la tête du Char et les Voirons à l'ouest.
Depuis la vallée Verte, on peut se diriger vers la vallée de la Follaz et Lullin par les cols des Arces et de Terramont (Téramont) en passant par Habère-Poche.
Au milieu s'écoule la Menoge, affluent de l'Arve, qui prend sa source à 1 075 m au col des Moises. La vallée Verte peut-être assimilée à la haute vallée de la Menoge.

### Principales montagnes
- Les Voirons (Grand signal)
- Montagne d'Hirmentaz
- Pointe des Brasses
- Pointe de Miribel
- Mont Forchat

### Principaux cols
- Col de Cou
- Col de Terramont
- Col des Moises
- Col des Arces
- Col du Creux
- Col de Saxel
- Col du Perret

## Administration et communes
La vallée compte huit communes qui formaient, avant le nouveau découpage territorial de 2014, un canton autour du chef-lieu Boëge : 
- Boëge
- Bogève
- Burdignin
- Habère-Poche
- Habère-Lullin
- Saint-André-de-Boëge
- Saxel
- Villard

Les communes sont réunies autour de la communauté de communes de la Vallée Verte, créée en 2010, qui fait suite au SIVOM du canton de Boëge (1966).

## Histoire

### Pré et proto-Histoire
Si l’occupation des parties basses de la région par les néandertaliens est attestée par les fouilles de la grotte du Baré, à Onnion, une cavité dite « Tônne dé Feulapes » sous les rochers de la crête d'Hirmentaz côté Habère-Poche, identifiée avant la guerre, laisse supposer des occupations épisodiques des parties hautes.
La période du bronze final semble marquée par une occupation plus constante avec la découverte d'une hache de bronze à Habère-Lullin. Au Hallstatt, des druides établissent un premier lieu de culte dédié à une vierge-mère noire nourricière aux Voirons ou Evouérons.

### Antiquité
La vallée semble occupée par les Celtes, puis les Romains.
Les lieux druidiques des Voirons se transforment en temple gallo-romain avec la colonisation romaine. Le col de Saxel semble sur une voie de communication passant par Boëge pour relier Fillinges et le pays du Foron aux rives du lac Léman. Une villa gallo-romaine est identifiée à Burdignin. Le toponyme de Bogève pourrait avoir une origine latine (Bovegium : « étable, parc à bœufs »), sans que la racine du nom soit réellement établie. Celui de Boège (buegium : « bois »), selon certains auteurs, pourrait également dériver de bovegium, quand d'autres donnent une origine celtique du nom.

### Moyen Âge
Pendant le haut Moyen Âge, le bassin de la Menoge relève principalement du Faucigny, sa partie nord du Chablais. La famille seigneuriale de Boëge est vassale des Faucigny. Les propriétés de l'abbaye d'Abondance sur les Habères ou Saxel rendent le découpage administratif très mouvant durant cette période : pour exemple, la paroisse unique des Habères dépend du seigneur de Lullin pour Habère-Lullin alors que Poche dépend de l'abbé d'Abondance. Au XIe siècle, le tout Chablais revient au comte Humbert, fondateur de la dynastie de Savoie dont les princes séjournent tant au château de Chillon dans le pays de Vaud que dans celui de Ripaille, à Thonon. Le comte Amédée III de Savoie annexe, en 1128, les terres s'étendant de l'Arve à la Dranse d'Abondance qui forment le « nouveau Chablais », avec Saint-Maurice d'Agaune pour capitale.
C’est la période du développement du monachisme dans les vallées reculées : abbayes d'Abondance, d'Aulps, chartreuse de Vallon, etc. Un acte du Pape Alexandre III du 12 février 1180 confirmant à Ysard abbé d'Aulps la possession des Habères, ses moines s'installent au hameau actuel des Lavoëts. À Burdignin, dont l'église primitive semble remonter au VIe siècle, un prieuré est fondé au XIIIe siècle. Celui-ci est affilié aux bénédictins de l'abbaye d'Ainay à Lyon puis aux chanoines réguliers de Saint-Augustin de l'abbaye de Filly,.

### Temps modernes
En 1451 une chapelle est édifiée sur le sommet des Voirons par Louis, seigneur de Langin. Ce sanctuaire, comme beaucoup d'autres, est incendié par les protestants bernois, venus en aide à Genève contre le duc de Savoie et qui occupent le nord du duché (Faucigny et Chablais) de 1536 jusqu'au traité de Lausanne de 1564. La Réforme est imposée dans la région par l’occupation des Bernois de 1536 à 1564.
Le sanctuaire des Voirons est reconstruit après le départ des Bernois. Confié aux dominicains, il devient un lieu de pèlerinage marial où François de Sales se rend en 1595. Celui-ci est chargé l'année suivante par Charles-Emmanuel de Savoie, fils et successeur du duc Emmanuel-Philibert, d'y prêcher le retour au catholicisme. À partir de 1598, les temples réformés, comme celui de Ville-la-Grand, disparaissent.

### Époque contemporaine
Rattachée temporairement à la France en 1792, la Savoie repasse au royaume Sarde en 1815 et la vallée Verte est, de nouveau, séparée entre le Chablais pour les Habères et Saxel et le Faucigny pour les autres communes. Elles sont toutes définitivement incorporées au canton de Boëge en 1860, lors de la cession du duché de Savoie à l'Empire français.
Profitant de l'arrivée du train aux portes de la vallée, deux hôtels sont construits sur les Voirons dès 1859 et 1860. En 1925, un premier préventorium y est implanté, bientôt suivis par d'autres dans toute la vallée. L'apparition d'un nouveau traitement de la tuberculose au début des années 1960, le Rimifon, rend ces structures obsolètes et entraîne leur réemploi vers le tourisme.
Durant la Seconde Guerre mondiale, la Résistance est très active dans la vallée. Dans la nuit du 25 au 26 décembre 1943 les Allemands guidés par un collaborateur infiltré exécutent 25 jeunes et incendient le château d'Habère-Lullin. La vallée subit ensuite les effets de l'exode rural jusqu'aux années 1980. Depuis, la population des huit communes est passée de 3 336 habitants à 7 254 en 2010 ; parmi eux, 4 300 actifs dont 1 000 travaillent en Suisse et autant sur Annemasse.

## Activité économique
Les activités traditionnelles d'agriculture et sylviculture ont reculé à la fin du XXe siècle, le tourisme se développant en parallèle. Beaucoup d'habitants de la vallée travaillent dans les bassins d'emploi d'Annemasse, de Thonon-les-Bains et de Genève.

### Économie traditionnelle
L'agriculture et l'élevage laitier sont depuis le défrichement par les moines les activités vivrières de la vallée. Jusqu'au milieu du XXe siècle chaque commune possédait au moins une fruitière, voire deux. Une seule subsiste à Bogève pour la fabrication du fromage d'Abondance et du reblochon.
L'artisanat reste longtemps lié à l'agriculture et à l'exploitation de la forêt. Au XIXe siècle on dénombre seize moulins à grains et onze scieries. Les premiers ont disparu alors que les meulières de Saint-André-de-Boëge ont fourni la meunerie du Genevois et du Faucigny jusqu'au XIXe siècle. Cependant l'industrie du bois perdure à Boëge, au Villard, Saxel et Burdignin, allant des scieries à la construction de chalets et la fabrication de meubles.
L'artisanat a aussi concerné la construction, la réputation des maçons de Villard étant établie dans toute la région. Cette branche artisanale connaît un nouveau développement avec la récente croissance de la construction.

### Tourisme
- Tourisme estival, automnal et printanier : festival Rock'n Poche (août, depuis 1992, site officiel), sports en eaux-vives dans les vallées avoisinantes (raft, cano/airboat, hydrospeed, rafting, canoraft, canyoning, nage en eaux vives), ferme équestre à Villard, chèvrerie à Habère-Poche, miellerie à Boëge, fermes à Saint-André-de-Boëge, à Villard et à Habère-Poche, télésièges d'été à Habère-Poche, cyclo/véloroutes, sites VTT à Habère-Poche et à Villard-Plaine-Joux, accroparc à Saxel, parapente à Habère-Poche, pêche dans la Menoge, au plan d'eau de la Crossetaz à Habère-Lullin et aux étangs du Fuzet à Saxel, piscine intercommunale de la Vallée Verte à Boëge, mini-golf au Pessey d'Habère-Lullin, tennis à Boëge et à Habère-Lullin, skatepark à Boëge et un pump park à Habère-Poche, marche nordique, randonnées pédestres, parcours santé, pétanque à Boëge, Habère-Lullin et Habère-Poche, Agorespace à Saint-André, école de pilotage planeur à Habère-Poche, atelier d'arts à Habère-Poche, marchés de Boëge et marchés régionaux en été à Habère-Poche, montagne et monastère des Voirons, crêtes d'Hirmentaz, Mont Forchat avec statue de Saint-François-de-Salles, chemin de croix de Miribel à Villard.
- Tourisme hivernal : stations de ski des Habères à Habère-Poche, des Brasses à Bogève, les espaces nordiques du plateau de Plaine-Joux à Villard/Bogève et des Moises à Habère-Poche. L'usine des skis Duret est restée implantée à Habère-Lullin de 1925 à 2013[PR 11].

### Pascal Roman,Vallée verte
1. ↑  Pascal Roman 2013
2. ↑  Pascal Roman 2013, p. 11
3. ↑  Pascal Roman 2013, p. 23
4. ↑  Pascal Roman 2013, p. 21
5. ↑  Pascal Roman 2013, p. 42
6. ↑  Pascal Roman 2013, p. 8
7. ↑  Pascal Roman 2013, p. 31
8. ↑  Pascal Roman 2013, p. 12
9. ↑  Pascal Roman 2013, p. 14/16
10. ↑  Pascal Roman 2013, p. 22
11. ↑  Pascal Roman 2013, p. 43

### Autres références
1. ↑  François Gos, Les Alpes de la Haute-Savoie, 1926, p. 42.
2. ↑  Raoul Blanchard, Les Alpes occidentales, 1943, Volume 1, p. 39.
3. ↑  Alphonse Favre, Recherches géologiques dans les parties de la Savoie, du Piémont et de la Suisse voisines du Mont-Blanc, avec atlas de 32 planches, 1867, Volume 2, V. Masson, p. 17.
4. 1 2  Jean Luquet, Dictionnaire du duché de Savoie : M.DCCCXL (1840), publié dans Mémoires et documents de la Société Savoisienne d'Histoire et d'Archéologie, t. 2, La Fontaine de Siloé, coll. « L'Histoire en Savoie » (réimpr. 2005) (1re éd. 1840), 265 p. (ISSN 0046-7510), p. 68.
5. ↑  Fédération française d'économie alpestre, Bulletin, Nouvelle Série, 1965, Numéro 15, p. 392.
6. 1 2 3 4 5  Paul Guichonnet, Nouvelle encyclopédie de la Haute-Savoie : Hier et aujourd'hui, Montmélian, La Fontaine de Siloé, 2007, 399 p. (ISBN 978-2-84206-374-0, lire en ligne), p. 91-92.
7. 1 2  Paul Mougin, Les torrents de la Savoie, La Fontaine de Siloé, 1914 (réimpr. 2001), 1251 p. (ISBN 978-2-84206-174-6, lire en ligne), p. 493-498, Section XXII.
8. ↑  Baud, Mariotte, 1980, p. 149.
9. ↑  « Un peu d'histoire », sur le site de la Communauté de communes de la Vallée Verte - www.cc-valleeverte.fr (consulté le 8 avril 2015).
10. 1 2 3  Avant-hier en Vallée Verte sur le site hirminte.free.fr.
11. 1 2 3  Paul Guichonnet, Nouvelle encyclopédie de la Haute-Savoie : Hier et aujourd'hui, Montmélian, La Fontaine de Siloé, 2007, 399 p. (ISBN 978-2-84206-374-0, lire en ligne).
12. ↑  Henry Suter, « Bogève », sur le site d'Henry Suter, « Noms de lieux de Suisse romande, Savoie et environs » - henrysuter.ch, 2000-2009 (mis à jour le 18 décembre 2009) (consulté le 27 juillet 2015).
13. ↑  Adolphe Gros, Dictionnaire étymologique des noms de lieu de la Savoie, La Fontaine de Siloé, 1935 (réimpr. 2004, 2021) (1re éd. 1935), 519 p. (ISBN 978-2-84206-268-2, lire en ligne), p. 69.
14. ↑  Mémoires et documents publiés par l'Académie salésienne, 1905, p. 23-25.
15. 1 2  Baud, Mariotte, 1980, p. 268.
16. ↑  Jean-Jacques Bouquet, « Chablais » dans le Dictionnaire historique de la Suisse en ligne, version du 23 avril 2009..